# Rami Hamdallah
Rami Hamdallah (árabe: رامي حمدالله ) (Anabta, Cisjordania; 10 de agosto de 1958) es un académico y político de Palestina. Fue Primer Ministro del país hasta 2019 y es el presidente de la Universidad Nacional An-Najah en Nablus.
El 2 de junio de 2013, fue elegido por el presidente del Estado de Palestina, Mahmoud Abbas para suceder a Salam Fayyad como Primer Ministro, tomando posesión el día 6. Su nombramiento no fue reconocido por Hamás, que no fue consultado en la decisión. Es un miembro del partido político Fatah, aunque varios medios como la BBC indican que es un político independiente. 
El 20 de junio de 2013, Hamdallah presentó su dimisión, que fue aceptada por Abbas el 23 de junio, manteniéndose en funciones. Seis semanas después, Abbas volvió a preguntar a Hamdallah para formar un nuevo gobierno, que formó el 19 de septiembre de 2013. 
Ha sido elegido para dirigir el nuevo Gobierno de Palestina de 2014, desde el 2 de junio de 2014, tras el acuerdo entre Hamás y Fatah, poniendo fin a una Guerra civil entre ambas facciones políticas. 

## Vida actual y educación
Rami Hamdallah nació en Anabta en el norte de Cisjordania el 10 de agosto de 1958. Se graduó en la Universidad de Jordania en 1980 y recibió su MA por la Universidad de Mánchester en 1982. Completó su PhD en lingüística en la Universidad de Lancaster en 1988.

## Carrera
Hamdallah, también conocido como Abu Walid ('Padre de Walid'), es un profesor de la Universidad Nacional An-Najah, donde se incorporó en 1982 como profesor de inglés. Fue nombrado Presidente de la universidad en 1998. Durante sus 15 años de mandato, triplicó la tasa de estudiantes la cual es ahora 20.000 en 4 campus. Además, ha abierto alrededor de 400 camas de hospitales de prácticas. Formó además parte como Secretario General de la Comisión Electoral Central Palestina desde 2002 hasta 2013.

### Como Primer Ministro
Fue nombrado Primer Ministro el 6 de junio de 2013, reemplazando a Salam Fayyad, militante de La Tercera Vía, en el cargo, que fue destituido por el presidente Mahmoud Abbas.
Tras su nombramiento, a las dos semanas, presentó su renuncia, que fue aceptada por Abbas el 23 de junio, aunque le mantuvo al frente del gobierno interino. Seis semanas después de su renuncia, el presidente Mahmoud Abbas le volvió a preguntar para formar un nuevo Gobierno, que empezó el 19 de septiembre de 2013.
Mientras su mandato desde el 6 de junio de 2013 hasta el 2 de junio de 2014, como consecuencia del conflicto civil entre Hamás y Fatah, se mantuvo en la Franja de Gaza un gobierno autónomo independiente del gobierno central de Palestina. 
Con la reconciliación para un Gobierno de unidad dirigido por Hamdallah, pasó a tener la dirección de la Franja de Gaza, inmersa actualmente en el conflicto palestino-israelí.
En abril de 2019 fue sustituido en el cargo por Mohammad Shtayyeh, 3.º Primer Ministro de Palestina.

## Vida actual y educación
Tres de sus hijos, dos gemelos de 11 años y un niño de 9 años, murieron en un accidente de coche. Cree que la única inversión que los Palestinos pueden hacer es en la educación.